# 唐闸公园站
唐闸公园站是南通轨道交通1号线的地铁车站，位于中华人民共和国江苏省南通市崇川区长泰路与幸余路交叉口地下，临近南通唐闸公园，于2022年11月10日开通。

## 车站结构
唐闸公园站沿长泰路设置，呈西北至东南走向，为地下两层岛式站台车站。车站地下一层为站厅层，地下二层为站台层。
| 地面              | 出入口 | 1、4出入口                                                                                        |
| 地下一层          | 站厅   | 客服中心、自动售票机、验票机                                                                      |
| 地下二层          | 站台层 | \| \| \| 1号线往平潮（河口） \| \| 島式 · 開左邊车门 \| \| \| \| \| \| 1号线往振兴路（普贤路） \| |
|                   |        | 1号线往平潮（河口）                                                                               |
| 島式 · 開左邊车门 |        |                                                                                                   |
|                   |        | 1号线往振兴路（普贤路）                                                                           |

## 车站出口
唐闸公园站共设4个出口，其中2个出入口暂未启用，各出口及周围设施如下所示：
| 编号                | 周边信息                                                                           | 照片  | 无障碍设施 |
| ------------------- | ---------------------------------------------------------------------------------- | ----- | ---------- |
| 1 · 出口            | 新西市路，幸余路，长泰路，南通市第二中学，万科翡翠东第                             |       | 不適用     |
| 2 · 出口            | 幸余路，长泰路，科润路，市北路，科泽路，新康路（暂未启用）                         |       | 不適用     |
| 3 · 出口            | 长泰路，棉机路（暂未启用）                                                         |       | 不適用     |
| 4 · 出口 · （设有） | 资生路，新西市路，棉机路，长泰路，公园佳苑，公园三村，公园二村，公园一村，唐闸公园 | 4号口 |            |
| 图例： 设有         |                                                                                    |       |            |

## 接驳交通

### 公交车
- 唐闸公园地铁站：23路、55路、59路、603路
- 长泰路幸余路北：55路
- 公园佳苑：23路、59路、81路

## 车站历史
该站规划时名称为永福路站，位于长泰路与永福路交叉口处，后建设中该站向东南方向偏移815米至长泰路与幸余路交叉口处，并更名为幸余路站。
- 2019年8月8日，车站主体结构封顶[4]。
- 2020年8月，站名公布，本站更名为唐闸公园站[5]。
- 2022年11月10日，随1号线一期工程通车一同开通[1]。